# Марчиано, Дэвид
Дэвид Марчиано (англ. David Marciano, род. 7 января 1960, Ньюарк, Нью-Джерси, США) — американский актёр. Более правильное произношение фамилии — Марциано, однако в русском переводе закрепился ошибочный вариант. Известен по роли детектива Рэймонда Веккио в телесериале «Строго на юг» и детектива Стива Биллингса в сериале «Щит».

## Биография
В юности был драчуном и участвовал в перестрелках, до 17 лет входил в компанию местных хулиганов.
После окончания школы ему пророчили карьеру математика или архитектора. И он поступил в Северо-Восточный университет в Бостоне, учился на инженера-биомедика. Через несколько лет он решил стать актёром, и когда встал выбор: актёрство или же инженерная профессия, Дэвид выбрал актёрство.
В 1983 году он впервые очутился на театральной сцене. Как и Пол Гросс, Дэвид работал в ресторане, но в качестве бармена. А свободные часы проводил на съемках любительских фильмов и в театре. За все это время он появился в нескольких постановках местного театра, местном фильме, рекламе, и понял, что надо учиться дальше. Дэвид поступает в драматическую студию в Беркли, Калифорния. Через год он находит работу в Нью-Йорке, но в декабре 1985 года вернулся на Западное побережье в Лос-Анджелес. После долгих съемок в рекламе Дэвид получает роль в эпизоде сериала «Умник». Следующей ролью был разносчик почты и поэт в «Гражданской войне». Роль Рея Веккио в сериале «Строго на юг» Дэвид получил с третьего раза. Его герой был третьим в команде двух главных звезд — Фрейзера и Дифинбекера. За эту роль Марчиано получил две номинации на Джемини. Он долго раздумывал, соглашаться на съемки во втором сезоне или нет, и в конце концов согласился.
Роль Рея Веккио увеличила его гонорар в несколько раз. Критики в один голос пророчат ему карьеру комедийного актёра, но при одном условии: почаще улыбаться. Ведь именно улыбок не хватило львиной доле поклонниц переметнувшихся от него на сторону Пола Гросса.
С тех пор Дэвид снялся в сериалах «Чайна-Бич», «История вьетнамской войны», в фильмах «Рай», «Ночи Гарлема» и др.
Актёр женат на актрисе Катайон Эмини, у них трое детей. Вместе с семьей он постоянно переезжает с места на место, а трейлер заполнен семейными фотографиями.

## Фильмография
| Год       |     | Русское название                    | Оригинальное название          | Роль                    |
| --------- | --- | ----------------------------------- | ------------------------------ | ----------------------- |
| 1987      | с   | Умник                               | Wiseguy                        | Лоренцо Стилгрейв       |
| 1988      | с   | Чайна-Бич                           | China Beach                    | Ди Джей                 |
| 1988      | с   | Летняя сцена CBS                    | CBS Summer Playhouse           | Сэл Бернадини           |
| 1988      | тф  |                                     | Street of Dreams               | Бандо                   |
| 1988      | с   | Супермальчик                        | Superboy                       | Хьюго Стоун             |
| 1988      | тф  |                                     | Police Story: Gladiator School | Монте Фонтейн           |
| 1988      | ф   | Дьявольское тяготение               | Hellbent                       |                         |
| 1989      | тф  | Поцелуйчик                          | Kiss Shot                      | Рик Пауэлл              |
| 1989      | ф   | Смертельное оружие 2                | Lethal Weapon 2                | полицейский             |
| 1989      | ф   | Ночи Гарлема                        | Harlem Nights                  | Тони                    |
| 1990      | с   | Звонящий в полночь                  | Midnight Caller                | Джерри Боунс            |
| 1991—1993 | с   | Гражданские войны                   | Civil Wars                     | Джефри Лассик           |
| 1993      | с   | Обоснованные сомнения               | Reasonable Doubts              | Билли Гордон            |
| 1993      | тф  | Цыганка                             | Gypsy                          |                         |
| 1994      | с   | Подводная одиссея                   | seaQuest DSV                   | Мэк Стампп              |
| 1994      | тф  |                                     | Eyes of Terror                 | Кеннет Бёрч             |
| 1996      | с   | Прикосновение ангела                | Touched by an Angel            | Джеймс Блок             |
| 1997      | с   | Последний дон                       | The Last Don                   | Джорджо Клерикуцио      |
| 1997—1999 | с   | Строго на юг                        | Due South                      | Рей Веккио              |
| 1998      | с   | Последний дон 2                     | The Last Don II                | Джорджо Клерикуцио      |
| 1999      | с   | Диагноз: Убийство                   | Diagnosis: Murder              | Эдди Майклс             |
| 1999      | ф   |                                     | Dark Spiral                    | Эй Ди                   |
| 1999      | тф  | Килрой                              | Kilroy                         | Карл                    |
| 2000      | с   | Детектив Нэш Бриджес                | Nash Bridges                   | Джимми Бэнгс            |
| 2000—2001 | с   | Справедливая Эми                    | Judging Amy                    | Лен Майлдмей            |
| 2001      | с   | Провиденс                           | Providence                     | Джордж                  |
| 2002      | с   | Военно-юридическая служба           | JAG                            | полковник Синклер       |
| 2003      | с   | Полиция Нью-Йорка                   | NYPD Blue                      | детектив Реймонд Герсон |
| 2003      | с   | Женская бригада                     | The Division                   |                         |
| 2004      | с   | C.S.I.: Место преступления          | CSI: Crime Scene Investigation | Фрэнк Сэмюэлс           |
| 2004      | с   | Морская полиция: Спецотдел          | NCIS                           | Бармен                  |
| 2004      | с   | C.S.I.: Место преступления Нью-Йорк | CSI: NY                        | Карл Древдетский        |
| 2004      | ф   | Свихнувшиеся                        | Around the Bend                | детектив                |
| 2005—2008 | с   | Щит                                 | The Shield                     | детектив Стив Биллингс  |
| 2005      | с   | Новая Жанна Д’Арк                   | Joan of Arcadia                | Эдмонд Доддс            |
| 2005      | с   | Взгляды                             | Eyes                           | Терри Лагуна            |
| 2006      | кор |                                     | Chicken Man                    | мужчина                 |
| 2006      | ф   | Интеллектуальная собственность      | Intellectual Property          | ведущий                 |
| 2009      | с   | Доктор Хаус                         | House, M.D.                    | Мёрфи                   |
| 2010      | с   | Сыны анархии                        | Sons of Anarchy                |                         |
| 2010      | с   | Обмани меня                         | Lie to Me                      | Джейсон Уилки           |
| 2010      | кор |                                     | Contract                       | Дэвид Джексон           |
| 2011      | ф   | Красный штат                        | Red State                      | агент Экклс             |
| 2011      | ф   |                                     | Few Options                    | Расс                    |
| 2011      | с   | Родина                              | Homeland                       | Вирджил                 |
| 2011      | ф   |                                     | Caught on Tape                 | детектив Браун          |
| 2011      | с   | Мыслить как преступник              | Criminal Minds                 | детектив Бригман        |
| 2011      | ф   | Фрэнки наводит шорох                | Frankie Goes Boom              | Дэвид                   |